# Partido Reformista (Estados Unidos)
O Partido Reformista dos Estados Unidos da América (em geral conhecido simplesmente como o Partido da Reforma) é um partido político nos Estados Unidos de viés centrista fundado em 1995 por Ross Perot.
O partido já nomeou como seus candidatos, centristas como Ross Perot, conservadores como Pat Buchanan e liberais, como Ralph Nader.

## Participação nas eleições presidenciais
| Ano  | Imagem       | Candidato a presidente | Candidato a vice-presidente | Votos     | %      |
| ---- | ------------ | ---------------------- | --------------------------- | --------- | ------ |
| 1996 | Ross Perot   | Ross Perot             | Pat Choate                  | 8 085 294 | 8,4    |
| 2000 | Pat Buchanan | Pat Buchanan           | Ezola Foster                | 448 895   | 0,43   |
| 2004 |              | Ralph Nader            | Peter Camejo                | 465 650   | 0,38   |
| 2008 |              | Ted Weill              | Frank McEnulty              | 481       | 0,0004 |
| 2012 |              | Andre Barnett          | Ken Cruz                    | 962       | 0,001  |
| 2016 |              | Rocky De La Fuente     | Michael Steinberg           | 33 136    | 0,02   |
| 2020 |              | Rocky De La Fuente     | Darcy Richardson            | 88 238    | 0,06   |
| 2024 |              | Robert F. Kennedy Jr   | Nicole Shanahan             | 681 450   | 0,46   |